# Louis Auler
Lorenz Ludwig „Louis“ Auler (* 11. Februar 1853 in Wiesbaden-Biebrich; † 23. Januar 1922 in Bensheim) war ein hessischer Zigarettenfabrikant und Politiker (NLP) und ehemaliger Abgeordneter der 2. Kammer der Landstände des Großherzogtums Hessen.
Louis Auler war der Sohn des Zigarettenfabrikanten Louis Auler und dessen Frau Elisabeth geborene Kessler. 1877 heiratete er in Bensheim Elisabeth geborene Usinger (1858–1910), die Tochter des Ministerialrates und Landtagsabgeordneten Julius Usinger und dessen Frau Louise Jeanette geborene Müller.
Louis Auler war wie sein Vater Zigarettenfabrikant in Bensheim und Lorsch. Dieser hatte 1862 die erste Tabakfabrik in Bensheim gegründet.
In der 33. bis 36. Wahlperiode (1905–1915) war Louis Auler Abgeordneter der zweiten Kammer der Landstände des Großherzogtums Hessen. In den Landständen vertrat er den Wahlbezirk Starkenburg 11/Bensheim-Zwingenberg.